# Mindestreserve-System
Das Mindestreserve-System, Teilreserve-System oder Fraktionale Reserve-System ist ein Währungssystem, bei dem eine Bank lediglich einen Teil der Bankguthaben stets verfügbar als Reserve zur Auszahlung halten muss. Der Mindestreserve-Satz legt dabei die Höhe der verpflichtenden Reserve fest. Damit ist es möglich, im Mindestreserve-System die Geldmenge des zugrundeliegenden Währungssystems weit über das Niveau der tatsächlich hinterlegten, zur Verfügung stehende Reserve auszudehnen.

## Geschichte
Die Bank of England, die durch einen Schuldenbeteiligungstausch entstand, hielt dagegen nur eine Teilreserve bei sich und verlieh darüber hinaus Geld. Ihre Rolle als Kreditgeber letzter Instanz entwickelte die Bank über die Südseeblase. Europaweit entstand ein Teilreservesystem.
Nach Meinung von Richard A. Werner soll die Mindestreserve als Instrument zur geldpolitischen Steuerung an Bedeutung verloren haben. Einige Staaten seien sogar dazu übergegangen, die Mindestreserve abzuschaffen. Von anderen Zentralbanken würde die Mindestreserve noch genutzt werden, jedoch mehrheitlich nicht zu geldpolitischen Zwecken. Dadurch würde die Möglichkeit von Zentralbanken beschränkt, wirkungsvoll gegen Inflation und Deflation vorgehen zu können.
Mit der Finanzkrise ab 2007 wurde in Deutschland Kritik an dem gegenwärtigen Mindestreserve-System laut. Es wurde ein Vollgeld-System mit Vollgeld aus verschiedenen Gründen vorgeschlagen.

## Systemaufbau
Ein Mindestreserve-System beschreibt ein Banksystem innerhalb eines Währungssystems, bei dem die Herausgabe von Krediten den Umfang an Basisgeld und den Währungsreserven übersteigt. Der Aufbau des Systems variiert gegenüber der jeweiligen Währungsverfassung.
Um das Risiko eines Bank Runs und Zusammenbruchs dieses Systems aufgrund übermäßigen Geldabzugs kleinzuhalten, werden oftmals Banken von Regierungen des zugrundeliegenden Staates oder anderen Völkerrechtssubjekts beaufsichtigt und reguliert. Unter anderem werden Einlagensicherung garantiert und die Rolle des Kreditgebers letzter Instanz übernommen.
Die Theorien über ein Mindestreserve-System werden von verschiedenen geldtheoretischen Lehrmeinungen bestimmt, die sich damit auseinandersetzen, wie man das Vertrauen der Marktteilnehmer und Allgemeinheit in diesem System hält.
Gegenwärtig ist das Mindestreserve-System der weltweite Standard. Verbreitet sind Systeme, bei denen der zugrundeliegende Staat oder Völkerrechtssubjekt über die Verfassung die Monetäre Autorität einer oder mehreren Behörden zuteilt. In den meisten Fällen wurde zudem ein Währungsmonopol und damit ein Gesetzliches Zahlungsmittel festgelegt. Die Emission von Geld wird dabei einer faktischen Notenbank unterstellt, die damit ein Monopol auf die Geldbasis der zugrundeliegenden Währung erhält. Die Währungsverfassung sieht im Regelfall aber auch vor, dass die Monetäre Autorität auch anderen lizenzierten Kreditinstituten, im Regelfall privaten Geschäftsbanken, erlaubt, Kredite zu vergeben. Hierbei wird es möglich, dass diese Banken zusätzlich Buchgeld mittels Kreditvergabe schöpfen.
Diese Kreditschöpfung wird reguliert. Geschäftsbanken müssen nach erfolgter Kreditvergabe einen Anteil des neu geschaffenen Giralgeldes in Höhe der Mindestreserve bei der Organisation mit der monetären Autorität des Emissionsrechts hinterlegen. Hierfür benötigen sie Zentralbankgeld, welches sie ex-post durch das Hinterlegen entsprechender Sicherheiten bei der Zentralbank erhalten.
Die Mindestreserve funktioniert dabei als ein geldpolitisches Instrument der Monetären Autorität, in der Regel der Notenbank, zur Steuerung der Nachfrage der Geschäftsbanken nach der Geldbasis. Sie ermöglicht es der Monetären Autorität, die Geschäftsbanken bei ihrer Kreditverteilung von ihren eigenen Krediten bei der Monetären Autorität abhängig zu machen, indem sie den Mindestreserve-Satz erhöht oder senkt. Eine Beschränkung der Kreditvergabe durch die Mindestreserve wirkt allerdings erst bei sehr hohen Mindestreservesätzen bindend (siehe Abschnitt Wirkung der Mindestreserven).
Im Regelfall werden Funktionen der Monetären Autorität von der Notenbank übernommen und ausgeführt, doch nicht automatisch sind alle Funktionen wie etwa die Bankenregulierung oder die Bankenaufsicht Aufgabe einer Zentralbank. Die wichtigsten Funktionen des Mindestreservesystems sind in der Eurozone die Stabilisierung der Geldmarktsätze und die Vergrößerung der strukturellen Liquiditätsknappheit im Bankensystem.

### Ebenen
- Auf internationaler Ebene sorgt die Bank für Internationalen Zahlungsausgleich und der Basler Ausschuss für einen Mindeststandard.
- In der Europäischen Wirtschafts- und Währungsunion übernimmt die Europäische Zentralbank (EZB) die Steuerung der Geldbasis des Euros. Außerdem wird für die Eurozone die Bankenaufsicht über Großbanken ab 2014 von der EZB (im Rahmen des einheitlichen Bankenaufsichtsmechanismus) übernommen.
- Auf Ebene der Europäischen Union wird dies seitens des Europäischen Finanzaufsichtssystems unter der Europäischen Bankenaufsichtsbehörde übernommen.
- Auf nationaler Ebene ist in Deutschland die Bundesbank und die BaFin zuständig.
- In der Schweiz ist die Schweizerische Nationalbank und die FINMA zuständig.

## Wirkung der Mindestreserven
Die Mindestreserve wirkt unmittelbar auf die Liquiditätslage der Banken. Eine Erhöhung der Reservesätze entzieht den Kreditinstituten Liquidität, eine Senkung führt Liquidität zu. Die Mindestreserve leistet in entwickelten Volkswirtschaften in erster Linie einen Beitrag zur Stabilisierung der Geldmarktsätze und stärkt den Kontakt zwischen Zentralbank und Geschäftsbanken.  
Eine Beschränkung der Kreditvergabe durch die Mindestreserve würde erst bei sehr hohen Mindestreservesätzen bindend wirken, wie es etwa in manchen Schwellen- und Entwicklungsländern oder im Rahmen von bestimmten Kapitalverkehrskontrollen der Fall ist. Die Mindestreservesätze von Zentralbanken in entwickelten Volkswirtschaften liegen jedoch typischerweise so niedrig (in der Eurozone derzeit bei 1 %), dass sie keine begrenzende Wirkung auf die Geldschöpfung durch Geschäftsbanken haben.
Das zur Erfüllung der Mindestreserve erforderliche Zentralbankgeld können solvente Geschäftsbanken stets ex-post durch das Hinterlegen von den bei der Kreditvergabe erhaltenen entsprechenden Sicherheiten gegen gewisse Abschläge und zum jeweils gültigen Leitzins entweder über die Hauptrefinanzierungsgeschäfte oder die Spitzenrefinanzierungsfazilität der Zentralbank erhalten. Dabei ist zu beachten, dass eine Geschäftsbank die Mindestreserve über den Durchschnitt einer Mindestreserveperiode, aber nicht am Ende eines bestimmten Tages innerhalb dieser Periode aufweisen muss.
Je nachdem, wie hoch der aktuelle Reservezinssatz in Relation zu den möglichen Erträgen aus anderen Anlageformen liegt, kann sich die Mindestreserve negativ auf den Ertrag der Kreditinstitute auswirken. Dem gegenüber stehen aber die Erträge aus den Krediten, für deren Vergabe sie erforderlich ist.
Unterhält eine Geschäftsbank bei der Monetären Autorität, in dem Fall einer Zentralbank, einen Betrag, der die Mindestreserve übersteigt, so ist der überzählige Betrag eine Überschussreserve. Die Überschussreserve ist meist nur sehr gering. Genauer entspricht sie dem Sichtguthaben der Geschäftsbanken bei der Zentralbank minus der Mindestreserve minus dem Bargeldbestand der Geschäftsbanken, welcher für Barabhebungen der Nichtbanken bereitgestellt ist.

## Mindestreservesysteme in der Praxis

### Mindestreservesystem in der EWU
Bis 1999 legte die Deutsche Bundesbank bis zu 27 verschiedene nach Einlagenform (z. B. Spar-, Kontokorrent-, Termineinlagen) und Größe der Bank differenzierte Mindestreservesätze fest. Da Banken aus Ländern, in denen eine Mindestreserveverpflichtung besteht, Nachteile im Wettbewerb mit Kreditinstituten aus Ländern erleiden, die dieses Instrument nicht nutzen, setzte die Bundesbank zuletzt die Mindestreserveverpflichtung nicht mehr als geldpolitisches Instrument ein.

### Mindestreservesystem des Eurosystems

#### Rechtsgrundlagen
Der rechtliche Rahmen des innerhalb der Europäischen Wirtschafts- und Währungsunion befindlichen Mindestreservesystem des Eurosystems ist in Artikel 19 der Satzung des Europäischen System der Zentralbanken (ESZB-Satzung), der EG-Ratsverordnung über die Auferlegung einer Mindestreservepflicht durch die Europäische Zentralbank und in der EZB-Verordnung über Mindestreserven niedergelegt.
Die Anwendung der EZB-Verordnung über Mindestreserven gewährleistet, dass für das Mindestreservesystem des Eurosystems im gesamten Euro-Währungsraum einheitliche Bedingungen gelten, sodass für die nationalen Zentralbanken die gleiche Ausgangslage geschaffen ist.

#### Geldpolitische Funktion
Im Mindestreservesystem des Eurosystems soll die Durchschnittserfüllung zur Stabilisierung der Geldmarktsätze beitragen. Die Geldmarktzinsen sollen damit stabilisiert werden, indem man den Instituten einen Anreiz gibt, die Auswirkungen von zeitweiligen Liquiditätsschwankungen abzufedern.
Des Weiteren ist es eine Funktion des Systems, eine strukturelle Liquiditätsknappheit herbeizuführen oder zu vergrößern. Das Mindestreservesystem des Eurosystems erleichtert dies, was dazu beitragen könnte, das Eurosystem besser in die Lage zu versetzen, in effizienter Weise als Liquiditätsbereitsteller zu operieren.
Bei der Anwendung von Mindestreserven ist die EZB allerdings verpflichtet, im Einklang mit den in Artikel 105 Absatz 1 des Vertrags und in Artikel 2 der ESZB-Satzung festgelegten Zielen des Eurosystems zu handeln.
Im Dezember 2011 senkte die EZB den Mindestreservesatz der EZB von 2,00 % auf 1,00 %.

#### Auswirkungen auf Kreditinstitute
Es gilt für alle in der EWWU niedergelassenen Kreditinstitute, die das Kredit- und Einlagengeschäft mit jedermann durchführen, dass die EZB die Höhe der Mindestreserve bestimmt.
Die Reservepflicht der einzelnen Institute wird anhand deren Bilanz festgelegt. Um die Stabilisierung der Zinssätze wie angestrebt zu erreichen, können die Institute auch von bestimmten Bestimmungen wie der Durchschnittserfüllung Gebrauch machen. Hierzu müssen die Banken ihre Mindestreservepflicht unter Zugrundelegung der tagesdurchschnittlichen Kalendertagesendguthaben innerhalb der Erfüllungsperiode erfüllen.
Gemäß Artikel 19.1 der ESZB-Satzung dürfen mindestreservepflichtige Institute die ständigen Fazilitäten in Anspruch nehmen und an Offenmarktgeschäften über Standardtender teilnehmen. Damit sind diese Institute als Geschäftspartner zugelassen.
Auf Antrag können Kreditinstitute von der Mindestreservepflicht durch Beschluss der EZB befreit werden. Institute, die von Mindestreserveverpflichtungen befreit sind, sind nicht als Geschäftspartner dafür zugelassen. Außerdem sind Institute befreit, sobald dem Institut die Zulassung entzogen wird.
Die Mindestreserveguthaben der Institute werden zum Satz für die Hauptrefinanzierungsgeschäfte des Eurosystems verzinst.
Sollte ein Kreditinstitut in der EWU die notwendige Mindestreserve der EZB nicht erfüllen, so droht ein Sonderzins von bis zu 5 % über dem Spitzenrefinanzierungssatz bzw. bis zu dessen doppelter Höhe auf alle geliehenen Refinanzierungsmittel für den gesamten Zeitraum der Nichterfüllung. Weiterhin droht ein genereller Ausschluss von den Offenmarktgeschäften und den Fazilitäten sowie die Hereinnahme einer unverzinslichen Einlage bis zur dreifachen Höhe des Fehlbetrages.